# Xã Otter, Quận Cowley, Kansas
Xã Otter (tiếng Anh: Otter Township) là một xã thuộc quận Cowley, tiểu bang Kansas, Hoa Kỳ. Năm 2010, dân số của xã này là 40 người.